# Больше Бена (фильм)
«Бо́льше Бе́на» (англ. Bigga than Ben) — британский драматический художественный фильм 2008 года режиссёра Сьюзи Хейлвуд, снятый по мотивам одноимённого автобиографического романа 2000 года популярных авторов Рунета Павла «Собакки» Тетерского и Сергея «Спайкера» Сакина. 60% положительных отзывов на Rotten tomatoes.
В России фильм вышел в прокат 24 июля 2008 года, в Великобритании — 10 октября, в США — 18 ноября.

Слоган фильма: 
«Beat the system, before it beats you».
«Побей систему, прежде чем она побьёт тебя».

## Сюжет
Два российских «продвинутых» парня — Собакка (в фильме названный Cobakka) и Спайкер — отправились поразвлечься в Лондон без документов и без особой наличности. Их «падонковские» приключения и показаны в фильме.

## В ролях
- Бен Барнс (Ben Barnes) — Собакка / Cobakka
- Андрей Чадов (Andrey Chadov) — Спайкер
- Овиду Мейтсан (Ovidiu Matesan) — Арташ
- Теренс Андерсон (Terence Anderson) — Сэд (грустный) Раста
- Эндрю Байрон (Andrew Byron) — Сергей
- Дадо Йехан (Dado Jehan) — телефонный дилер
- Сесилия Колби (Cecilia Colby) — прекрасная девушка Осси / Beautiful Aussie Girl
- Наоми Купер-Дэвис (Naomi Cooper-Davis) — девушка Осси / Aussie Girl
- Алекс Лоулер (Alex Lawler) — продавец телефонов
- Джефф Мирза (Jeff Mirza) — Денис
- Уэнди Ноттингем (Wendy Nottingham) — запуганный продавец
- Маркус О’Донован (Marcus O’Donovan) — российский солдат
- Мирела Пом (Mirela Pom) — администратор отеля
- Джордж Савидес (George Savvides) — иракский мужчина
- Хиро Файнс-Тиффин (Hero Fiennes-Tiffin) — Спартак
- Мервин Этьен (Mervyn Etienne) — рабочий метро

## Съёмочная группа
- Режиссёр: Сьюзи Хейлвуд
- Сценарист: Сьюзи Хейлвуд
- Продюсеры: Лиз Холфорд (Liz Holford), Мелисса Симмон (Melissa Simmonds)
- Исполнительный продюсер: Ричард Конвей (Richard Conway)
- Композиторы: Пол И. Фрэнсис (Paul E. Francis), «Мумий Тролль»
- Оператор: Бен Моулден (Ben Moulden)
- Монтаж: Джеймс Смит-Рьюз (James Smith-Rewse), Джеми Тревилл (Jamie Trevill)
- Художник-постановщик: Дэмьен Крэйг (Damien Creagh)
- Художник по костюмам: Лив Мёртон (Liv Murton)

Производство: «Bigga than Ben Ltd» (Великобритания).
Прокат: «Altadena Films» (США), «Galileo Medien AG» (Германия), «Парадиз» (Россия), «Swipe Films» (Великобритания).

## Награды
- 2008 — приз Лос-Анджелесского кинофестиваля (Los Angeles DIY Film Festival) в категории художественных фильмов.

## Рецензии
- Кирилл Алехин. «Издевательская экранизация культовой книжки о взятии Лондона». — Рецензия на фильм «Больше Бена» (Bigga Than Ben; Великобритания, 2008, драма). Сайт издания «Time Out» в России // timeout.ru (18 июля 2008). Архивировано 6 сентября 2008 года.
- Мария Смирнова. «Английская экранизация русской книги о русских в Англии». — Рецензия на фильм «Больше Бена» (Bigga Than Ben; Великобритания, 2008, драма). ООО «Компания Афиша» // afisha.ru (9 июля 2008 года)
- Ксения Рождественская. «Дорогая, я увеличил подонка». — Рецензия на фильм «Больше Бена» (Bigga Than Ben; Великобритания, 2008, драма). Архивная копия от 17 ноября 2015 на Wayback Machine Сайт «Фильм.ру» // film.ru (22 июля 2008 года)
- Dare. «Абсолютный дискурс». — Рецензия на фильм «Больше Бена» (Bigga Than Ben; Великобритания, 2008, драма). // web.archive.org (архивная копия страницы сайта «cinelife.ru» от 31 июля 2008 года)